# Sholom Schwartzbard
Sholem-Shmuel Schwarzbard, ucraïnès: Самуї́л-Шльо́ма Шва́рцбард, Samuïl-Xloma Xbartsbard, rus: Самуил Исаакович Шварцбурд, Samuïl Issaàovitx Xvartsburd, jiddisch שלום-שמואל שװאַרצבאָרד, francès: Samuel (Sholem) Schwarzbard (18 agost de 1886- 3 de març de 1938) fou un poeta francès d'origen rus i d'ascendència jueva. Va servir en l'exèrcit francès i soviètic, era anarquista, i és conegut per l'assassinat del líder nacional d'Ucraïna Símon Petliura. Va escriure poesia en jiddisch sota el pseudònim de Baal-Khaloymes ("el somniador").

## Biografia
Nascut en una família jueva de Bessaràbia, era fill d'Itskhok Xvartsbard i Khaie Vaisberger. Després que la família marxés de Balta, a causa del buidatge de població jueva de la zona fronterera, es va interessar en l'anarquisme i va participar en la Revolució de 1905. Davant la por a una detenció, va sortir de Rússia i va viure entre Romania, Lviv, Budapest i Itàlia. El 1910 es va establir a París i va treballar com a rellotger.
El 1914 es va unir amb el seu germà a la Legió Estrangera Francesa, per a una participació de tres anys en els combats. Fou condecorat amb la Croix de Guerre.
El 1917 va tornar a Balta, i dos anys més tard es va traslladar a Odessa, on es va unir a l'Exèrcit Roig i va lluitar a la Guerra Civil Russa amb el brigada Grigori Kotovski. Cada cop més crític amb la realitat dels fets, va abandonar el territori de l'URSS, es va traslladar a París i va fundar un petit taller de rellotgeria.
Durant la guerra civil a Ucraïna va perdre tota la seva família (incloent 15 parents propers) en diversos pogroms antisemites.
El 1920, publicà a París, la seva primera col·lecció de poemes, Somni i realitat, on es reflecteix l'estigma de la guerra. A França actuà amb el moviment anarquista, i va escriure sota el pseudònim Baal-Khaloymes ("el somniador"). Es va fer amic de Nèstor Makhnò, Piotr Arxínov i altres activistes revolucionaris.

## Assassinat de Petliura
Segons la seva autobiografia, al maig del 1925, després d'assabentar-se per la premsa que Petlura s'havia traslladat a París, Schwartzbard es va angoixar i va començar a idear l'assassinat de Petlura. Una il·lustració de Petlura amb Józef Piłsudski publicada a l'Encyclopedia Larousse va permetre a Schwartzbard de reconèixer-lo.
El 25 de maig de 1926, a les 14:12, pels volts de la llibreria Gibert, es va acostar a Petlura, que estava caminant a la Rue Racine, prop del Boulevard Saint-Michel al Barri Llatí de París, i li va preguntar en ucraïnès, "És vostè el senyor Petlura?" Petlura no va respondre, però va aixecar el seu bastó. Schwartzbard va treure una arma i li va disparar cinc trets i, després que Petlura caigués al paviment, va disparar dues vegades més. Quan la policia va arribar i li va preguntar si havia comès el crim, segons els informes, va dir: "He matat un gran assassí." Altres fonts afirmen que va tractar de disparar un vuitè tret a Petliura, però que la seva arma es va encallar.
El 18 de d'octubre de 1927 va començar el procés de Szwarcbard - a favor de la seva absolució van parlar, entre d'altres, Albert Einstein, Henri Bergson, Maksim Gorki i Aleksandr Kérenski. Des de la defensa de Szwarcbard va col·laborar l'exprimer ministre de la República Democràtica Hongaresa - Mihály Károlyi, i el seu advocat al tribunal era Henri Torrès. Després de vuit dies, el jurat decidí deixar Schwartzbard en llibertat.

## Vida posterior

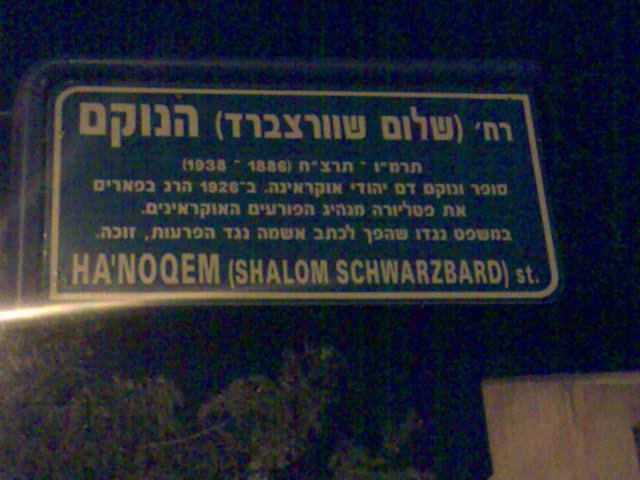
Carrer de Schwartzbard a Israel

Després del seu alliberament, Schwartzbard va treballar en una companyia d'assegurances i més endavant es guanyà la vida com escriptor. Va presentar una col·lecció d'històries dedicades a la Primera Guerra Mundial (Milkhome-Bilder, Imatges de la guerra), i sobre el període ucraïnès de la seva vida (Fun tifn opgrund, Amb un profund abisme... ).
El diari Arbeter Fraynd (Amic del treballador) va publicar una sèrie de relats curs Fun maine milkhome-togbukh (Des del meu diari de la guerra), i també va escriure a Der Moment, Freie Arbeiter Stimme i Jüdische Zeitung.
El 1937 se'n va anar a la Unió Sud-africana a la recerca de diners per a l'Enciclopèdia Judaica; allà va publicar, entre d'altres, al publicat allà, entre d'altres, a l'Afrikaner Yiddishe Zeitung. Ja no tornaria a Europa, i moriria el 3 març del 1938 d'un atac de cor. Va ser enterrat a Ciutat del Cap. Després de diversos anys, i d'acord amb la seva darrera voluntat, les seves cendres van ser traslladades a Israel, on diversos carrers porten el seu nom, i popularment rep el sobrenom de nokem (hebreu: נוקם‎), "el venjador".

## Llegat
Els papers de Sholom Schwartzbard es troben arxivats al fitxer YIVO de l'Institut per a la Investigació Jueva a Nova York. Van ser rescatats durant la Segona Guerra Mundial i trets clandestinament de França per l'historiador Zosa Szajkowski.

## Publicacions
- (anglès) Symon Petliura, Yevhen Konivalets, Stepan Bandera -Three Leaders of Ukrainian Liberation Movement murdered by the Order of Moscow (audiobook).
- טרוימען און ווירקלעכקייט (Trojmen un Wirklechkejt –Somnis i Realitat - poemes en dos volums publicats sota el pseudònim de Khaloimes, París 1920)
- אין קריג מיט זיך אַליין (In krig mit zich alejn – En guerra amb si mateix – prosa, Chicago 1933)
- אינעם לויף פֿון יאָרן (Inem lojf fun jorn – A través dels anys, memòries, Chicago 1934)
- אין אָנדענקונג פֿון שלום שוואַרצבאַרד (In ondenkung fun Sholom Schwartzbard – En memòria de Sholom Schwartzbard , memòries Chicago 1938)